# Cairns-groep

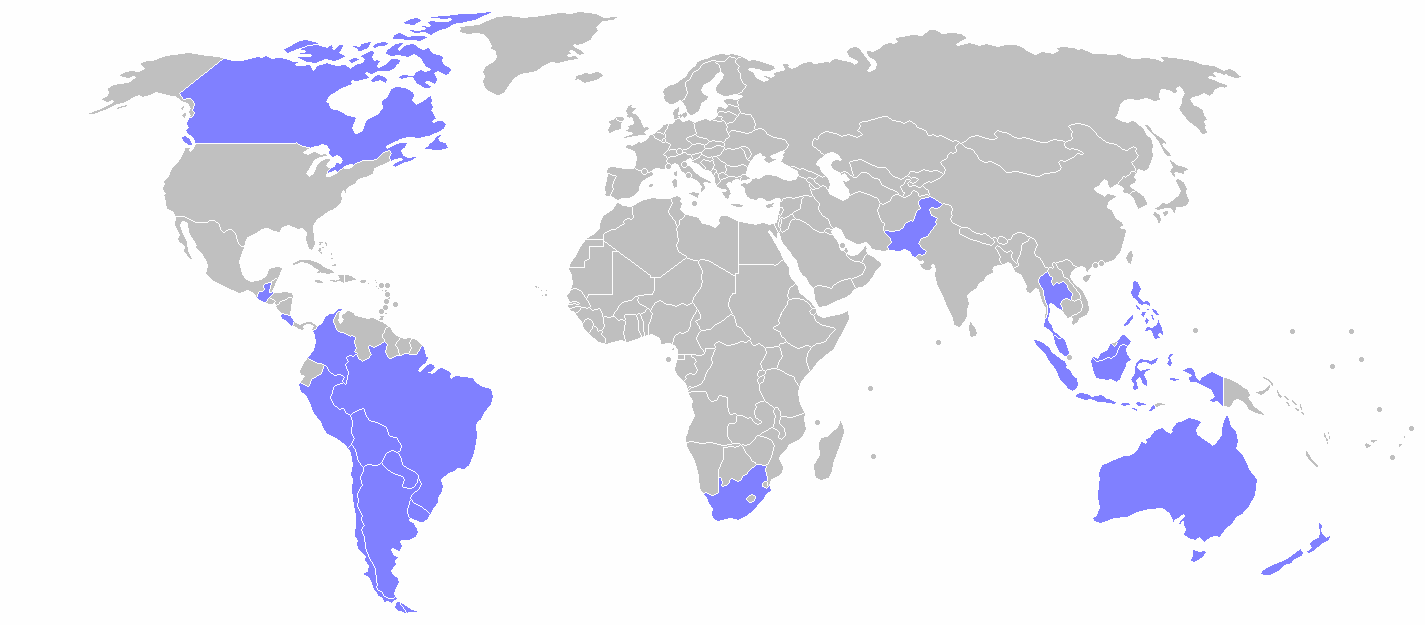
Lidstaten van de Cairns-groep

De Cairns-groep is een organisatie die bestaat uit 20 exporterende landen van landbouwproducten. De groep dankt zijn naam aan de Australische stad Cairns waar in 1986 de eerste bijeenkomst plaatsvond. Australië was de initiatiefnemer voor het samenwerkingsverband, hoewel er al enkele Zuidoost-Aziatische landen waren die met elkaar samenwerkte op het gebied van landbouwhandel binnen de ASEAN.
De reden voor de oprichting was grotendeels een reactie op de stijgende subsidies van het Gemeenschappelijk landbouwbeleid (GLB) van de Europese Unie en het Export Enhancement Program van de Verenigde Staten. De Cairns-groep heeft als doel de liberalisering van de wereldhandel in landbouwproducten.
Lidstaten van de Cairns-groep zijn Argentinië, Australië, Bolivia, Brazilië, Canada, Chili, Colombia, Costa Rica, Filipijnen, Guatemala, Indonesië, Maleisië, Nieuw-Zeeland, Pakistan, Paraguay, Peru, Thailand, Uruguay, vietnam en Zuid-Afrika. Al deze landen tezamen zijn verantwoordelijk voor meer dan 25% van de mondiale export van landbouwproducten.